# 安東尼與克麗奧佩托拉

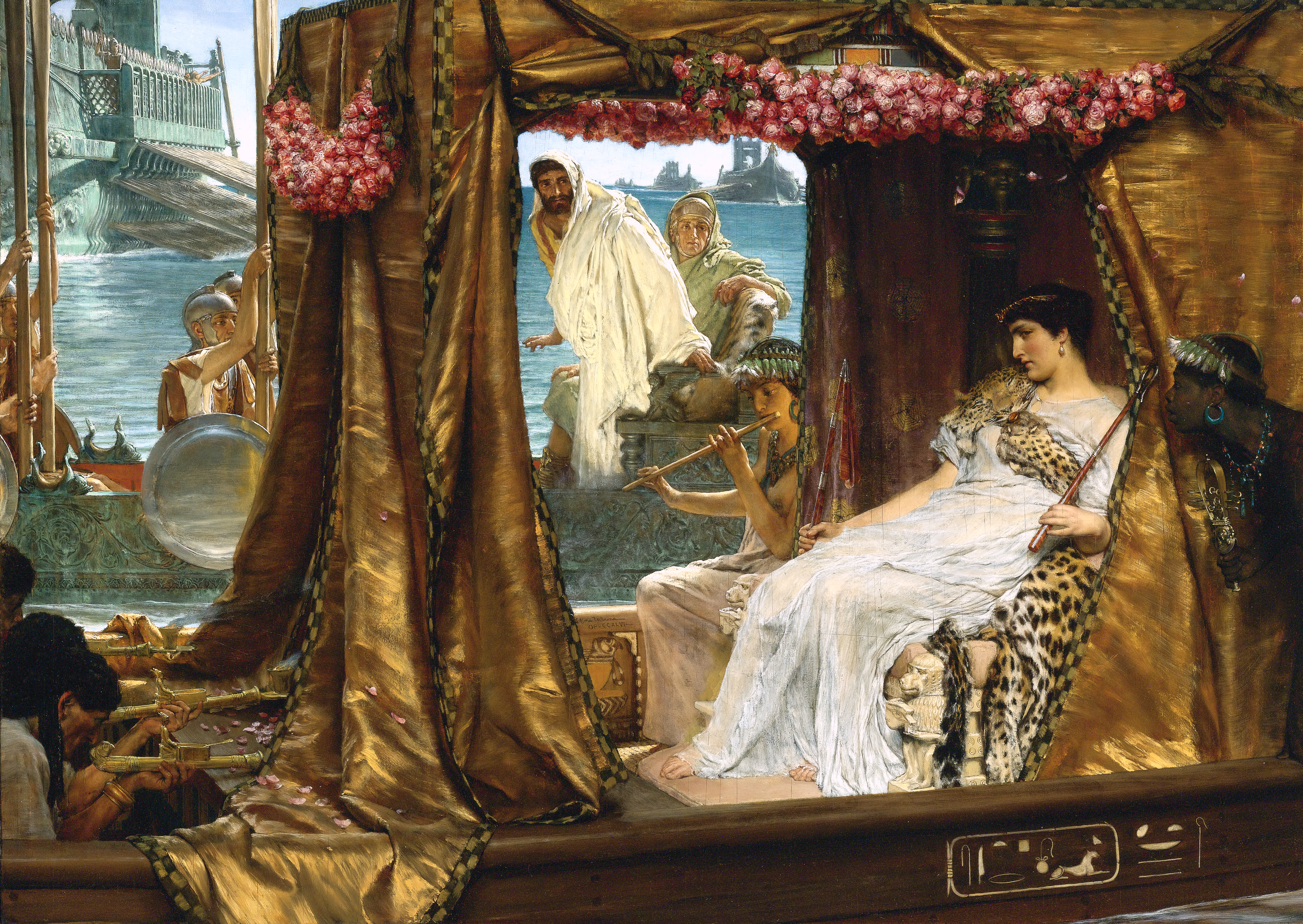
勞倫斯·阿爾瑪-塔德瑪所繪，「安東尼與克麗奧佩脫拉」

安東尼與克麗奧佩托拉是莎士比亞所作之悲劇，首次公演時間可能在1607年，目前所知最早的印刷版本是1623年的第一對開本。劇情是來自於湯瑪士諾斯（Thomas North）翻譯普魯塔克所著之希臘羅馬名人傳以及安東尼內戰時期的史料。劇中安東尼的主要對手是同為後三頭聯盟成員的屋大維。本劇特點是在感性、充滿想像力的亞歷山卓與簡樸、務實的羅馬場景間的快速切換。
許多人認為本劇中的克麗奧佩脫拉是莎翁筆下最複雜的女性角色之一。她時常被塑造為一個愛慕虛榮且矯揉造作的角色，總是能激起觀眾唾棄的態度，但同時莎翁也賦予她與安東尼悲劇性的雄壯。如此的對比也引起許多分歧的批評，所以很難將本劇單純地歸為某個類型的戲劇，可以被歸類為歷史劇（雖然並不完全符合史實）、悲劇（但按亞里斯多德眼光而言也並非如此）、喜劇甚至是浪漫劇。

## 外部連結
- 不用怕莎士比亞：劇本及詞彙表
- The Tragedie of Anthonie and Cleopatra（页面存档备份，存于） – 此劇HTML版本
- Joyce Carol Oates對此劇的意見
- YouTube上的BBC介紹內容
- YouTube上的Marjorie Garber在哈佛對此劇的演講